# Ginetta G50

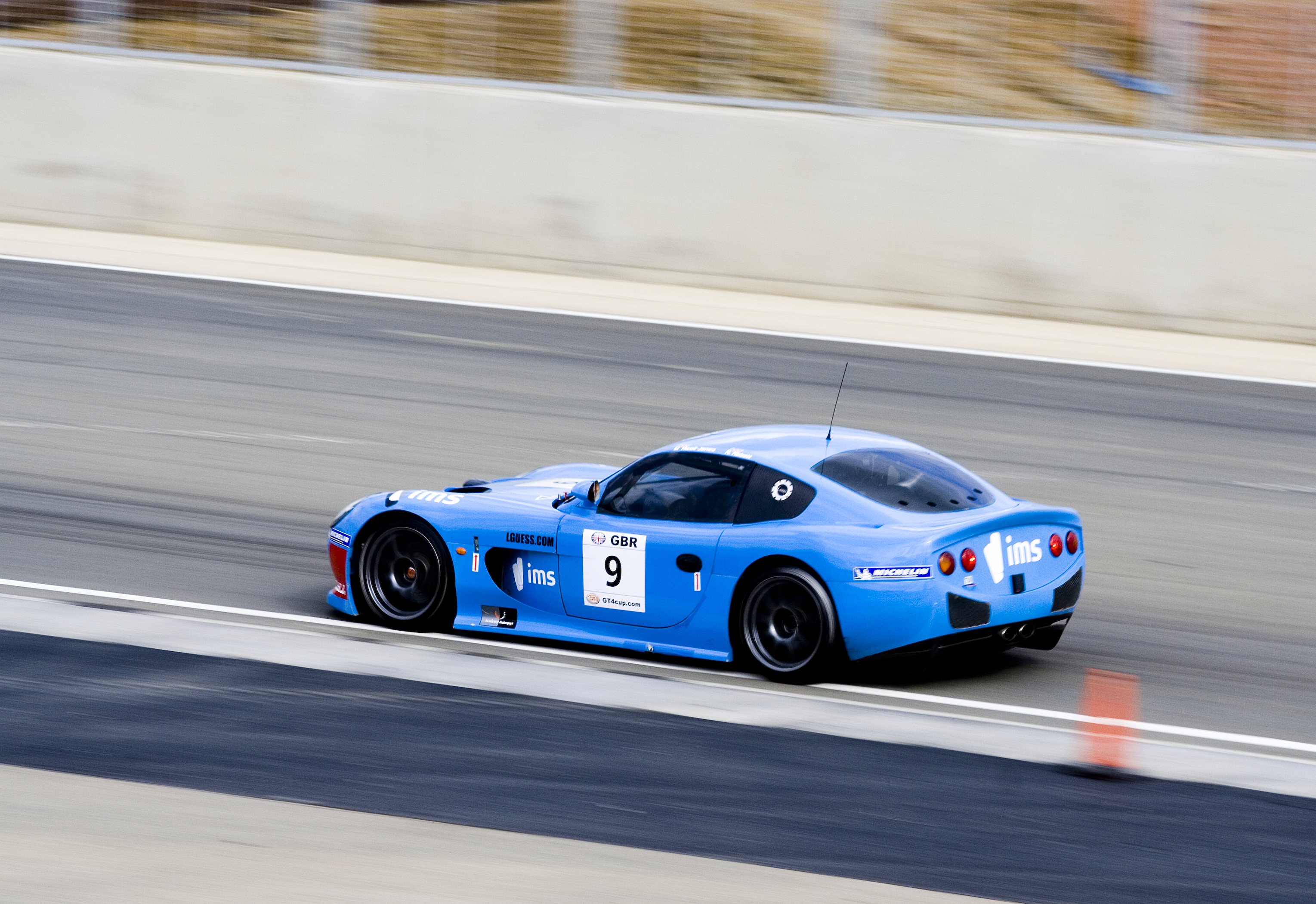
Ginetta G50

Ginetta G50 вироблявся з 2008 по 2014 рік.

## Опис
Розробка Ginetta G50 почалася у 2007 році, коли бізнесмен закупив Ginetta Cars у групи ентузіастів, які самі викупили її поза керуванням. G50 було створено на честь 50-річчя виробництва. З базовими специфікаціями, написаними кваліфікованим інженером Томлінсоном, автомобіль був розроблений менш ніж за шість місяців.

## Нагороди
У 2008 році, G50 був відзначений нагородою Autosport National Car of the Year у перший же рік. G50 здобув 5 перемог у британському чемпіонаті GT і виграв Європейський кубок GT4 у 2009 році, обійшовши Aston Martin, BMW та Porsche. У 2008 році автомобіль отримав премію «Small Business of the Year» від Motorsport Industry Association.

## Road Car
Перший Ginetta G50 Road Car був представлений у 2008, а пізніше він брав участь у гонках Silverstone Supercar Tour. Авто оснащений двигуном V8 потужністю 390 кВт (520 к. с.) небо V6. Однак через економічний спад компанія Ginetta відклала плани із загального виробництва G50 на якийсь термін.

## G50 EV Prototype

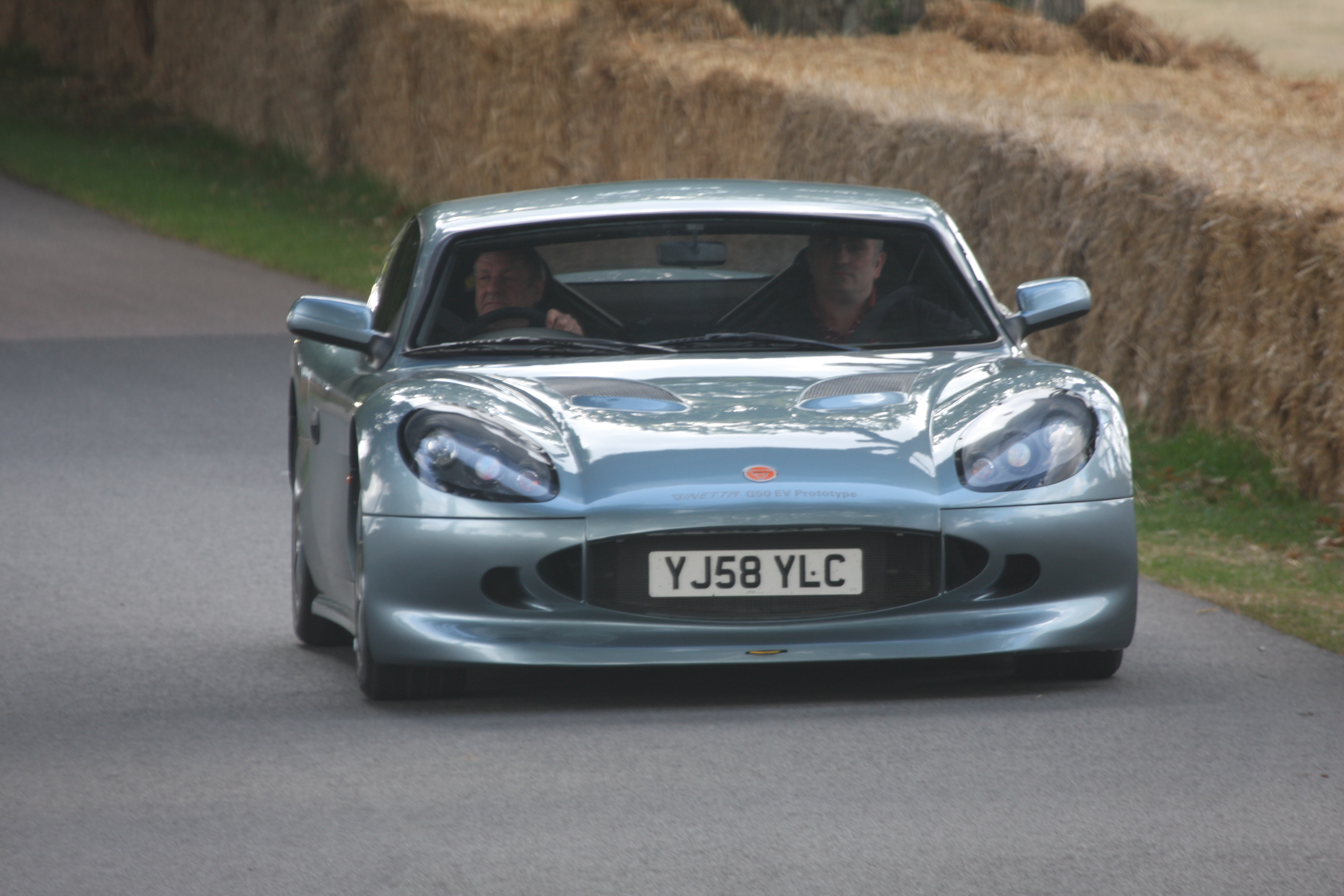
Ginetta G50 EV на трасі Гудвуд (2009)

У 2009 році компанія Ginetta спільно з Zytek представила електромобіль, який отримав назву Ginetta G50 EV Prototype. Автомобіль оснащений електродвигуном потужністю 90 кВт (121 к. с.).Запас ходу змінювався від 150 до 250 миль. Але було припинено через те, що компанія не змогла отримати державний грант.

## G50Z

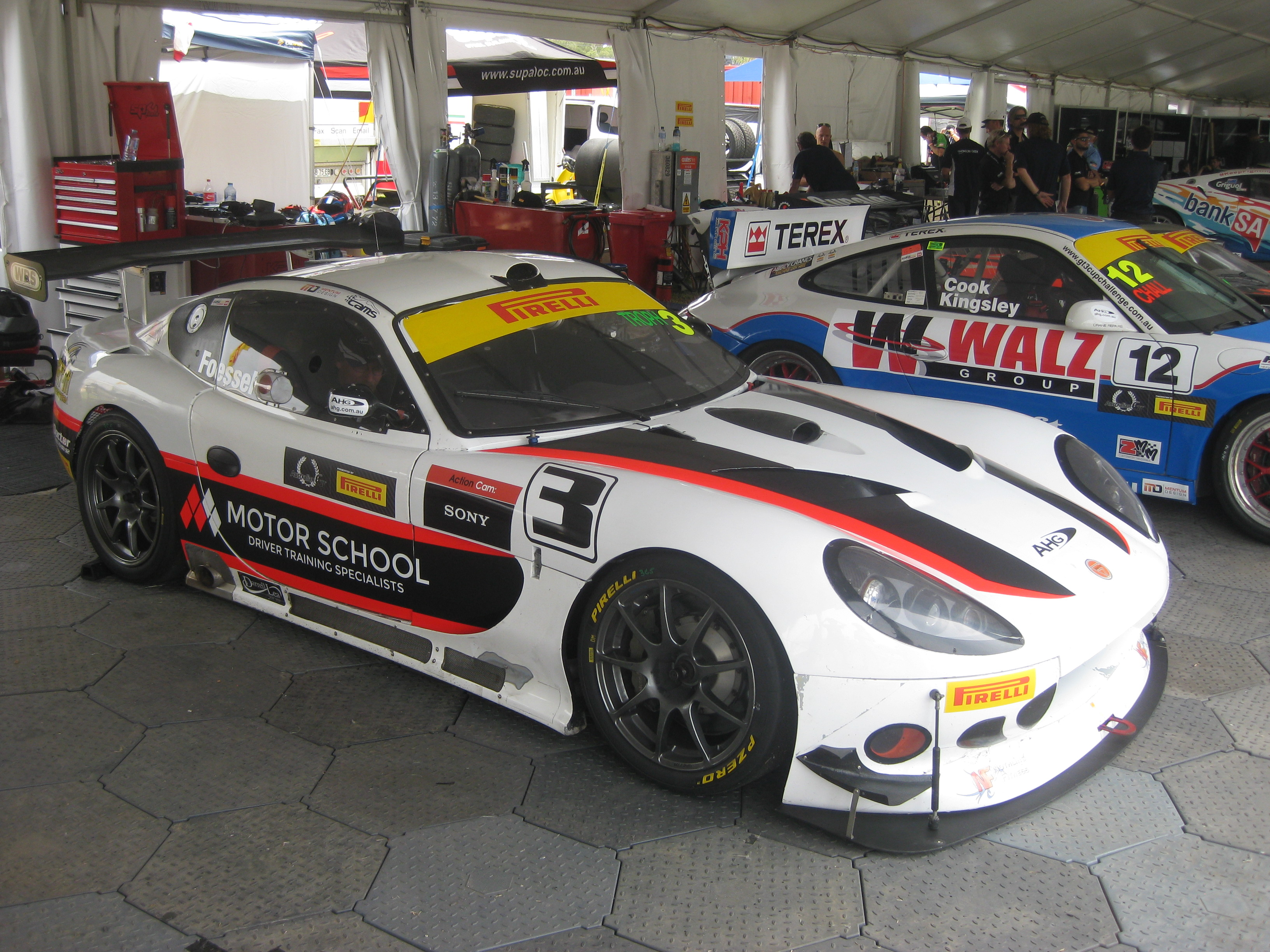
Ginetta G50Z

У 2008 році було анонсовано модель Ginetta G50Z. Автомобіль оснащений 4,0-літровим двигуном Zytek V8, який потім був знижений до 3,8 літрів. Двигун розвивав потужність 365 кВт (489 л. с.) і поєднувався у парі із шестиступінчастою механічною трансмісією.